# Љупкова
Љупкова (раније Доња Љупкова, рум. Liubcova) је насеље у општини Берзаска, која припада округу Караш-Северин у Републици Румунији. Насеље је значајно по присутној српској националној мањини у Румунији.

## Положај насеља
Село Љупкова се налази уз Дунав, у румунском делу Ђердапа (код месних Срба познат као Банатска клисура). Изнад насеља издижу се Банатске планине.

## Историја
Први пут се место среће у документима 1430. године као утврђење на Дунаву - "Љупко". По народном предању место је добило име по по Србину кнезу Љупку. У једном документу из 1684. године носи данашњи, најприближнији назив "Љубкова". Некада су постојале два суседна насеља Горња и Доња Љупкова, као милитарска места у Ракаждијском округу (1774). Ту је наводно живело измешано, српско-румунско становништво Доња (Српска) Љупкова је постала 1773. године граничарско насеље у Илирско-пешачкој регименти. Три године касније 1776. премештају га у нову Влашко-илирску регименту. Љупкова је имала пет стражарских места док је чувала границу на Дунаву. На почетку 1773. године избројано је 87 граничара, од којих су 29 наоружани а 6 их је на кордонској служби.
За време аустријско-турског рата 1788. године у атару села, где се налази један брежуљак, држао је положај и борио се српски устаник Коча Анђелковић. На брежуљку по њему прозваном Кочин јендек, водила се огорчена борба Срба и Турака. Од 600 добровољаца који су ратовали на страни Аустрије, на крају је остао Коча са 60 мученика, који су били препуштени сами себи, изневерени од аустријске команде. Турци су их изнемогле и рањене, заробили и одвели на Текију, где су завршили страшном смрћу Коча и саборци, набијени на колац. Ту се сада налази достојно спомен-обележје српским јунацима, у облику мермерне пирамиде, подигнуто славном Кочи којег је народ у песми опевао. Уређен је спомен-парк за посетиоце.
По државном шематизму православног клира у Угарској из 1846. године помињу се још увек два суседна места сличног имена - као парохије: Горња и Доња Љубкова. Горња Љубкова има 538 православних душа, са школом која има учитеља и православним храмом Св. Николе, у којем служе два пароха. Доња Љубкова има нешто више становника, 865 парохијана, такође има школу са учитељем, као и православни храм Вазнесења Христовог, са једним парохом.
По митрополијском попису 1865. године у "Доњој Љубкови" живи 933 православна житеља, и има једна парохија шесте платежне класе.
По извештају из 1905. године помиње се само Доња Љупкова, за коју се наводи да је мала општина у Новомолдавском срезу. Ту је живело 1.561 становник у 306 кућа; од тих на Србе отпада 1.454 душе (или 93%) са 268 домова (или 87%). У насељу су од јавних здања српска православна црква и српска народна школа. У оближној Берзаски им је готово све, па и последња пошта и телеграф.
Место је у ноћи 13/14. јуна 1910. године задесила незапамћена несрећа. Услед провале облака настала је огромна бујица од потока Брестовика чије су воде достигле кровове љупковачких кућа. Народ се пео на своје кровове, а бујица је много кућа однела у Дунав. Житељка Ленка Бугарин је читавих педесет километара пловила Дунавом на крову своје куће, док је нису спасили код села Дубове. Погинуло је те страшне ноћи 36 мештана, међу којима највише старци, жене и деца. Од 1913. године се тај тужни дан обележава уз црквени обред.

## Становништво
По последњем попису из 2002. године село Љупкова имало је 1.258 становника. Последњих деценија број становника опада.
Село је од давнина било вишенародно, али су некада већински Срби постали мањина. Национални састав на појединим пописима био је следећи:
| Година пописа | 1910. год.    | 1992. год.  | 2002. год.  |
| Укупно ст.    | 1.638         | 1.316       | 1.258       |
| Срби          | 1.184 (72,3%) | 489 (37,2%) | 323 (25,7%) |
| Румуни        | 296 (18,1%)   | 667 (50,7%) | 764 (58,1%) |
| остали        | 158 (9,6%)    | 160 (12,2%) | 171 (13,6%) |

## Религија
Црква доњољупковска се први пут помиње 1757. године као брвнара, подигнута 1745. године, кад је свештеник био Козма Поповић. Из 1787. године следи потпунији опис те богомоље, која није ни освећена. Сва је од дрвета и у врло трошном стању. По предању она се налазила на брду званом Велики или Црепуљин брег. У исто то време је постојала незавршена грађевина новог храма. Нова црква посвећена празнику Вазнесења Господњег или Спасовдану, је као готов објекат освећена 1794. године. Реч је само о насељу Доња Љупкова; за Горњу Љупкову се ништа не наводи. Али је још дуго трајало унутрашње опремање и украшавање, које је надгледао поп Илија Медаковић (ту и 1814). По српском извору из 1905. године наводи се другачије: да је црква у ствари грађена 1821. године. На озиданој иконостасној прегради, иконе је осликао 1821. године Арсеније Јакшић, живописац из Беле Цркве. Пресликао их је Ђока Путник из Беле Цркве 1904. године. Певнице и престоли су дело резбара Јоана Котрле из 1904. године, а царске двери су радили Лука и Сава Лазаревић 1929. године. Франц Вајнхепл је 1951. године насликао четири зидне композиције. Црквена оштина је 1905. године била у месту, скупштина је редовна под председништвом Милутина Јеремића. Парох у Доњој Љупкови био је у то време калуђер Емилијан Ћирић јеромонах родом из Павлиша, а у парохији је од 1901. године. Парохија је иначе најниже шесте платежне класе, има парохијски дом а парохијска сесија је од 34 кј. Постоји и српско православно гробље, а црквено-општински земљишни посед је минималан - само 2 кј.
По државном шематизму православног клира у Угарској из 1846. године помињу се два суседна места - парохије: Горња и Доња Љубкова. У Горњој Љубкови, месту са 538 православних душа, црквене матрикуле се воде од 1794. године при православном храму Св. Николе. Парох је 1846. године Стефан Курић, којем помаже поп Нестор Лупуловић. А у Доњој Љубкови, насељу са 865 парохијана, матрикуле се воде од 1794. године (погрешно уписано 1704?), при храму посвећеном Вазнесењу Христовом. Парох је био 1846. године поп Петар Медаковић.

## Образовање
Први помен љупковачке школе је из 1774/1775. године, када у њој учи само три ђака. Учитељ исте године био је Николаје Салитровић. Каже се у једном документу из 1792. године да је један дукат цркви поклонио млади учитељ Нестор Лупуловић (Горња Љупкова). Године 1806. у месној тривијалној школи учи 30 ђака, којима предаје учитељ Тома Јанковић, родом из Соколовца. Две године касније нови учитељ је Павле Богдановић. Школу у Горњој Љубкови похађа 1846. године, 50 ђака које учи учитељ Јован Ђуран. А школу у Доњој Љубкови похађа 1846. године, 60 ђака којима предаје учитељ Захарије Поповић. У љупковску школу је 1881. године послат нови учитељ Јевта Крљанац. Школа у Доњој Љупкови је од 1874. године комунална, постоји једно школско здање 1905. године које је по пропису грађено. Учитељ те године је Мита Нешић који са децом одржава школски врт. Било је у то време за редовну наставу 84 ђака, а у пофторну ишло 79 старијег узраста. Школа је 1909. године добила нову учитељицу Зорку Имброновић.